# Якубинський Андрій
Андрі́й Якуби́нський (рік народження та рік смерті невідомі) — автор духовних віршів другої половини 18 ст. родом з Перемишля.

## Біографічні відомості
Біографічних відомостей про Андрія Якубинського збереглося вкрай мало. Дві його пісні про Самбірську Богородицю опублікував В. Щурат (див. «Українське письменство», т. І. Київ, 1960). Одна з пісень мала назву «Чистая Діво, Діво благодати...». Мав посаду авдитора Перемиської консисторії й відвідав Рим в складі посольства, направленого митрополитом Гребницьким. Твори Якубинського збереглися в збірнику різних текстів Архіву греко-католицької капітули в Перемишлі.